# جیسون کانری
جیسون کانری (انگلیسی: Jason Connery؛ زادهٔ ۱۱ ژانویهٔ ۱۹۶۳) یک هنرپیشه و کارگردان اهل بریتانیا است. وی از سال ۱۹۸۲
میلادی تاکنون مشغول فعالیت بوده‌است. همچنین پدر او شان کانری و مادرش دایان سیلنتو می‌باشد.

## گزیدهٔ فیلم‌شناسی
- افتخار تامی (۲۰۱۶)
- فیلی کید (۲۰۱۲)
- ۵۱ (۲۰۱۱)
- مقبره شیطان (۲۰۰۹)
- قطار سریع‌السیر کازابلانکا (۱۹۸۹)
- زن ونیزی (۱۹۸۶)